# Jan Lenoch
Jan Lenoch (5. listopadu 1844 Makov – 5. února 1902 Litomyšl) byl rakouský a český rolník a politik, na přelomu 19. a 20. století poslanec Českého zemského sněmu.

## Biografie
Vystudoval nižší reálku ve Vysokém Mýtě a pak převzal po svém otci správu zemědělského hospodářství. Byl starostou rodného Makova a na konci 19. století se uvádí i jako okresní starosta v Litomyšli. Byl rovněž předsedou okresního hospodářského spolku. Zasedal v zemské zemědělské radě.
V 90. letech 19. století se zapojil i do zemské politiky. Ve volbách v roce 1895 byl zvolen v kurii venkovských obcí (volební obvod Litomyšl) do Českého zemského sněmu. Politicky patřil k mladočeské straně. Uspěl zde i ve volbách v roce 1901. Nyní se uváděl jako nezávislý kandidát. Podle vlastního vyjádření nehodlal bezprostředně po volbách vstoupit do žádného ze sněmovních klubů.
Zemřel v únoru 1902.